# Nikhom Nam Un (huyện)
Nikhom Nam Un (tiếng Thái: นิคมน้ำอูน) là một huyện (amphoe) ở phía tây của tỉnh Sakon Nakhon, đông bắc Thái Lan.

## Địa lý
Các huyện giáp ranh (từ phía bắc theo chiều kim đồng hồ) là: Waritchaphum, Phanna Nikhom và Kut Bak của tỉnh Sakon Nakhon, và Wang Sam Mo của tỉnh Udon Thani.

## Lịch sử
Năm 1969, đập Nam Un được xây dựng ở Phang Khon, phía bắc Nikhom Nam Un. Dân sống ở vùng ngập nước của huyện Phang Khon, Waritchaphum và Phanna Nikhom đến khu vực này.
Ngày 16 tháng 6 năm 1975, tiểu huyện (king amphoe) được lập, khi hai tambon Nikhom Nam Un và Nong Pling được tách ra từ Waritchaphum. Tiểu huyện đã được nâng cấp thành huyện ngày 4 tháng 7 năm 1994.

## Hành chính
Huyện này được chia thành 4 phó huyện (tambon), các đơn vị này lại được chia ra thành 32 làng (muban). Không có khu vực đô thị, có 4 Tổ chức hành chính tambon.
| STT. | Tên           | Tên Thái | Số làng | Dân số |  |
| ---- | ------------- | -------- | ------- | ------ |  |
| 1.   | Nikhom Nam Un | นิคมน้ำอูน  | 10      | 4.793  |  |
| 2.   | Nong Pling    | หนองปลิง  | 8       | 3.457  |  |
| 3.   | Nong Bua      | หนองบัว   | 7       | 1.691  |  |
| 4.   | Suwannakham   | สุวรรณคาม | 7       | 3.755  |  |